# NGC 6749
NGC 6749 (другие обозначения — GCL 107, OCL 91) — шаровое скопление, которое находится в созвездии Орёл на расстоянии около 23800 световых лет от Солнца. Оно расположено в гало Млечного Пути, в 300 парсеках от его плоскости. Скопление было открыто английским астрономом Джоном Гершелем 15 июля 1827 года. Этот объект входит в число перечисленных в оригинальной редакции «Нового общего каталога».

## Характеристики
NGC 6749 — чрезвычайно тусклое скопление. Оно имеет 12,4 видимую звёздную величину. На небе его можно найти в западной части созвездия Орла рядом со звёздами HD 177439 и HD 177178. Со времён открытия Джоном Гершелем, оставалось не ясно, действительно ли NGC 6749 является шаровым скоплением. В 1997 году группой итальянских и бразильских астрономов во главе с Л. Росино было подтверждено, что это так. Низкое содержание тяжёлых элементов в звёздах NGC 6749 характерно для подобных скоплений, находящихся в гало Млечного Пути. В 2007 году в скоплении был открыт 3,19-миллисекундный пульсар PSR J1905+0154A, который входит в состав двойной системы, а также неподтверждённый 4,96-миллисекундный пульсар PSR J1905+0154B. В окрестностях NGC 6749 расположены 78 долгопериодических переменных звёзд типа Миры, которые, скорее всего, не являются частью скопления. 